# George Turner (artista)
George Turner (Cromford, Derbyshire, 2 d'abril de 1841 - 29 de març de 1910) va ser un pintor de paisatges anglès que fou sobrenomenat com "el John Constable de Derbyshire".

## Vida i obra
Turner va néixer a Cromford, a Anglaterra, però ben aviat es va traslladar a Derby amb la seva família. De ben petit ja va mostrar talent per la música i l'art, encoratjat pel seu pare, Thomas Turner, que tot i ser sastre de professió també era un entusiasta de l'art. Turner va ser autodidacta i va aconseguir esdevenir un pintor professional i professor d'art.

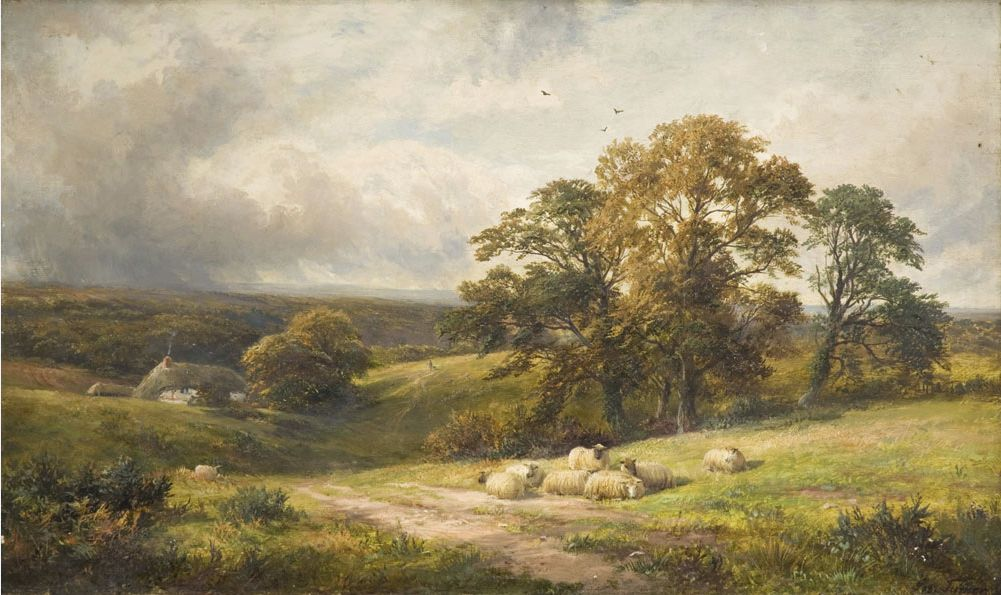
A quiet scene in Derbyshire (1885)

Turner va viure a la regió de Derbyshire tota la seva vida. El 1865 es va casar amb Eliza Lakin (1837 - 1900), esdevenint un granger a temps parcial i cuidant de quatre fills en una granja a Barrow upon Trent. Després de la mort d'Eliza el 1900 es va traslladar a Kirk Ireton i es casà amb l'artista Kate Stevens Smith (1871-1964); es van establir a Idridgehay, on Turner va morir el 1910. El seu fill William Lakin Turner (1867-1929) també va esdevenir un pintor de paisatges a l'oli molt reconegut.
Turner va treballar en olis; pintava escenes bucòliques, principalment del ser Derbyshire natal, i va deixar un important llegat de pintures que mostren el camp anglès abans de l'arribada de la mecanització, els vehicles de motor i l'expansió urbanística. La seva obra va ser exhibida a Nottingham i Birmingham. Turner va servir en el Comitè d'Art del Derby Museum and Art Gallery i tant les seves obres com les del seu fill estan incloses en la col·lecció de la ciutat.